# Свободный Труд (Ставропольский край)
Свобо́дный Труд — хутор в составе Минераловодского района (городского округа) Ставропольского края России.

## География
Расстояние до краевого центра: 125 км. Расстояние до районного центра: 6 км.

## История
До 2015 года находился в составе муниципального образования Розовский сельсовет со статусом сельского поселения в Минераловодском районе Ставропольского края.

## Население
| 1989 | 2002 | 2010 | 2014 |
| ---- | ---- | ---- | ---- |
| 241  | ↗296 | ↗350 | ↘300 |

По данным переписи 2002 года, 79 % населения — русские.